# Josh Davis
Joshua Warren "Josh" Davis (Salem, Oregón; 10 de agosto de 1980) es un exjugador de baloncesto estadounidense que disputó 4 temporadas en la NBA. Con 2,03 de estatura, su puesto natural en la cancha era el de ala-pívot.

## Trayectoria

### Universidad
Davis asistió a la Universidad de Wyoming, donde jugó con los Wyoming Cowboys.
Tras cuatro años, Davis terminó su etapa en Wyoming como el segundo máximo reboteador de la historia con 956, el tercero el tapones con 173, y el quinto en robos con 140.

### Profesional
Tras terminar la universidad fue elegido por los Dodge City Legend de la USBL, pero optó por los Sicc Jessi de la LegADue, la segunda división italiana.
En la temporada 2003-04, Davis jugó en la Continental Basketball Association (CBA) con Idaho Stampede, donde fue nombrado MVP. Davis también jugó 4 partidos con los Atlanta Hawks esa temporada.
Firmó con Philadelphia 76ers para la temporada 2004-05, en la que disputó 42 encuentros, 5 de ellos como titular. 
En la temporada 2005-06 jugó un total de 6 encuentros en la NBA, repartidos entre Milwaukee Bucks, Houston Rockets y Phoenix Suns. Mientras también lo hacía con Idaho Stampede de la NBA G League.
Para la 2006-07 firmó con el Dynamo Moscow Region de la Russian Superleague. 
Al año siguiente, la 2007-08, se marchó para jugar con el BC Kiev de la Ukrainian SuperLeague.
En 2008, fue escogido por los Indiana Pacers para el 'training camp' de verano, pero el 23 de octubre de 2008 fue descartado. Finalmente fichó por los Colorado 14ers de la  NBA D-League.
El 5 de marzo de 2009, firma por los Cangrejeros de Santurce de la Liga de Puerto Rico.
En noviembre de 2010 firma con Bancatercas Teramo en Italia. 
Se unió a los Memphis Grizzlies en 2011 donde jugó 15 encuentros, pero fue cortado en febrero de 2012.
En 2013, Josh Davis se marchó al Guaiqueríes de Margarita de Venezuela, donde coincidió con otros antiguos jugadores NBA como Renaldo Balkman y Antoine Wright.

## Estadísticas de su carrera en la NBA

### Temporada regular
| Año     | Equipo       | PJ | PT | MPP | %TC  | %3P  | %TL   | RPP | APP | ROB | TPP | PPP |
| ------- | ------------ | -- | -- | --- | ---- | ---- | ----- | --- | --- | --- | --- | --- |
| 2003-04 | Atlanta      | 4  | 1  | 5.8 | .400 | .000 | 1.000 | 1.3 | .0  | .0  | .0  | 1.3 |
| 2004-05 | Philadelphia | 42 | 5  | 7.8 | .378 | .358 | .824  | 1.9 | .3  | .2  | .1  | 2.8 |
| 2005-06 | Milwaukee    | 4  | 0  | 3.0 | .250 | .000 | .000  | .8  | .3  | .3  | .0  | .5  |
| 2005-06 | Houston      | 1  | 0  | .0  | .000 | .000 | .000  | .0  | .0  | .0  | .0  | .0  |
| 2005-06 | Phoenix      | 1  | 0  | 5.0 | .333 | .000 | .667  | 1.0 | .0  | 1.0 | .0  | 4.0 |
| 2011-12 | Memphis      | 15 | 0  | 8.7 | .370 | .308 | .500  | 1.8 | .4  | .5  | .1  | 1.9 |
| Total   | Total        | 67 | 6  | 7.4 | .373 | .329 | .724  | 1.7 | .3  | .3  | .1  | 2.3 |

### Playoffs
| Año   | Equipo       | PJ | PT | MPP | %TC  | %3P  | %TL | RPP | APP | ROB | TPP | PPP |
| ----- | ------------ | -- | -- | --- | ---- | ---- | --- | --- | --- | --- | --- | --- |
| 2005  | Philadelphia | 2  | 0  | 2.0 | .000 | .000 | –   | .5  | .0  | .0  | .0  | .0  |
| Total | Total        | 2  | 0  | 2.0 | .000 | .000 | –   | .5  | .0  | .0  | .0  | .0  |